# Rijstrooksignalering

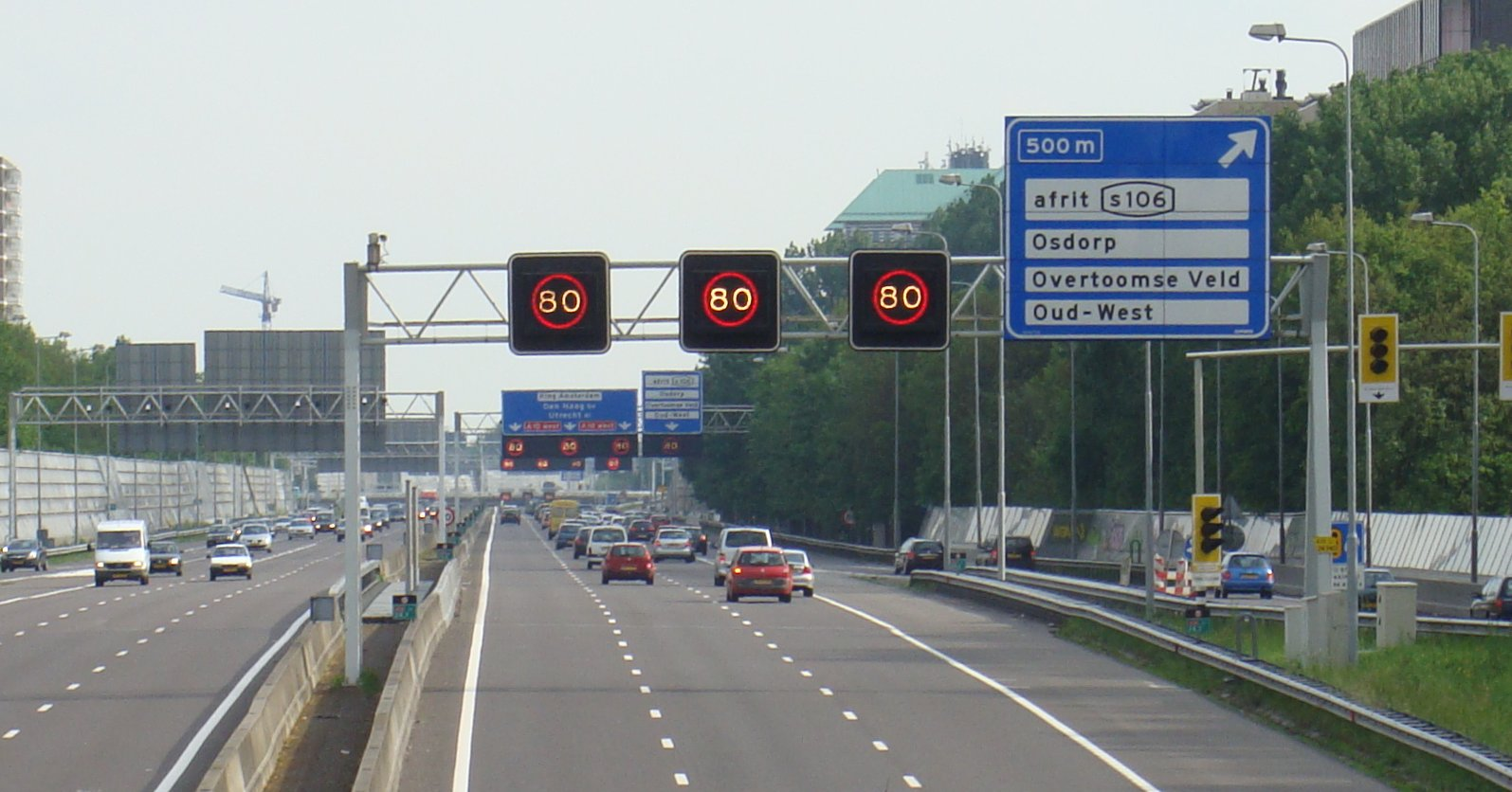
Rijstrooksignalering die de maximumsnelheid aangeeft.

Rijstrooksignalering is een systeem met verkeerslichten (matrixborden) waarbij het verkeer op elke rijstrook apart geregeld wordt. Rijstrooksignalering bestaat uit elektronisch bebording, matrixborden boven de rijbaan, die een verkeersbord kan tonen zoals de maximumsnelheid. De elektronische bebording hangt boven iedere rijstrook. Door middel van rijstrooksignalering kunnen er informerende boodschappen gestuurd worden naar weggebruikers over aankomende incidenten of een file. Het verschil met een variable-message sign is dat rijstrooksignalering geen uitgebreide boodschappen kan tonen inclusief tekst.
Het systeem wordt vooral gebruik op autosnelwegen. De lampen bevinden zich op een portaal boven de rijbaan. Staat er een rood kruis boven de rijstrook, dan is het berijden van deze rijstrook ten strengste verboden en kan men verwachten dat men spoedig een obstakel zal passeren. De rijstrook is echter nog niet vrij nadat men een obstakel is gepasseerd, want er kunnen nog meer obstakels volgen. De rijstrook is pas weer vrij als er geen rood kruis boven staat. Als alle rijstroken een rood kruis hebben is de gehele weg gesloten en is passeren dus niet aan de orde. Het boetebedrag voor het negeren van een rood kruis ligt boven de 250 euro.
Lane control wordt gebruikt bij ongevallen en wegwerkzaamheden. Doet zich een calamiteit voor, bijvoorbeeld doordat een auto lading verliest, dan zal men het alarmnummer bellen. Er wordt dan, in afwachting van de hulpdiensten, direct voor gezorgd dat de geblokkeerde rijstrook wordt "afgekruist".
Lane control moet niet worden verward met gewone verkeerslichten, zoals men op knooppunten aantreft. Het is namelijk niet de bedoeling dat er voor het rode kruis wordt gestopt en men kan niet verwachten dat het rode kruis binnen luttele minuten zal verdwijnen.

## Werking
Rijstrooksignalering kent zowel geautomatiseerde als handmatig aangestuurde handelingen. Geautomatiseerde handelingen zijn onder meer filedetectie. Wanneer de meetlussen in de weg een file detecteren, wordt de verkeerssignalering ingeschakeld. Boven of naast de weg komt dan een file-symbool te staan en/of boven elke rijstrook wordt een verlaagde maximumsnelheid getoond. Handmatige bediening vindt plaats vanuit een verkeerscentrale bij incidenten of wegwerkzaamheden. Ook het handmatig wijzigen van de maximumsnelheid behoort tot de mogelijkheden van rijstrooksignalering. Bij een incident op een van de rijstroken kan er boven de desbetreffende rijstrook een rood kruis geplaatst worden. Dit geeft aan dat vanaf dat punt er niet meer over de desbetreffende rijstrook gereden mag worden. 
In bepaalde situaties kan ervoor gekozen worden om mobiele rijstrooksignalering in te zetten, bijvoorbeeld tijdens wegwerkzaamheden zonder rijstrooksignalering of bij defecte signalering.
Rijstrooksignalering kan ook toegepast worden bij tolpoorten of de entree van grote parkeerterreinen. Wanneer een loket gesloten is, kan dit aangegeven worden met een rood kruis boven de desbetreffende rijstrook.

## Naar land

### Nederland

Einde van lane control

In de oorspronkelijke versie (RVV 1966) waren er twee tekens mogelijk:
- Groene pijl naar beneden: deze rijstrook mag gevolgd worden.
- Rood andreaskruis: deze rijstrook mag niet gevolgd worden, het verkeer moet de rijstrook zo snel mogelijk ontruimen.

Thans kunnen de volgende tekens worden gegeven:
- Witte pijl naar links of rechts: deze rijstrook moet ontruimd worden, het volgende portaal zal een rood kruis tonen.
- Rood andreaskruis: deze rijstrook mag niet gevolgd worden.
- Groene pijl naar beneden: deze rijstrook mag gevolgd worden, enkel nog toegepast bij de spitsstrook en plusstrook.
- Wit getal: (aangepaste) maximumsnelheid.
- Witte cirkel met schuine streep: rijstrook mag weer gevolgd worden, de gebruikelijke maximumsnelheid geldt weer, tenzij anders aangegeven op verkeersborden.

Symbolen die een Nederlands matrixbord kan tonen:
- RVV-Bord A3: Maximumsnelheid op een elektronisch signaleringsbord met een wit getal en eventueel een rode rand:

| Bord | Betekenis       | Toelichting |
| ---- | --------------- | --- |
|      | Limiet 120 km/h | Niet gebruikt als snelheidslimiet. |
|      | Limiet 100 km/h | Gebruikt onder andere bij variabele snelheidslimieten, in combinatie met een rode rand. |
|      | Limiet 90 km/h  | Bij wegwerkzaamheden met beperkte hinder of opening van spitsstrook. |
|      | Limiet 80 km/h  | Wordt in principe permanent gebruikt in 80km/h-zones, in combinatie met een rode rand. |
|      | Limiet 70 km/h  | Wordt gebruikt als eerste inschakeling bij nadering van een file of bij wegwerkzaamheden. |
|      | Limiet 60 km/h  | Wordt gebruikt bij mist of slecht zicht, in combinatie met een rode rand. Alleen beschikbaar op nieuwere matrixborden zoals te vinden op de A12 Den Haag » Utrecht.                                     |
|      | Limiet 50 km/h  | Wordt gebruikt als tweede inschakeling bij nadering van een file. |
|      | Limiet 30 km/h  | Uitzondering. Wordt alleen gebruikt bij file op de verbindingsboog A20 Hoek van Holland » A13 Den Haag op het Kleinpolderplein, omdat die bocht erg krap is en de maximumsnelheid standaard 60 km/h is. |

#### Pijlen en afkruisingen
| Bord | Betekenis |
| ---- | --- |
|      | Een rood kruis: rijstrook gesloten.                                                                                |
|      | Een groene pijl omlaag: rijstrook open.                                                                            |
|      | Een witte verdrijfpijl die schuin naar links- of rechtsonder wijst.                                                |
|      | RVV-Bord F09: Einde van alle op een elektronisch signaleringsbord aangegeven verboden, een symbool dat lijkt op Ø. |

Niet alle matrixborden kunnen alle symbolen weergeven. Hieronder een overzicht van de verschillende 'generaties' matrixborden:
- Eerste generatie: Knipperende lichten aan de buitenkant, weergave 50, 70, 80, 90, pijlen, kruis (3 lampen), Ø in de vorm van een achthoek. Geen rode rand.
- Tweede generatie: Knipperende lichten aan de binnenkant, weergave 50, 70, 80, 90, pijlen, kruis (3 lampen), Ø. Geen rode rand.
- Derde generatie: Knipperende lichten aan de binnenkant, weergave 30, 50, 70, 80, 90, pijlen, kruis (2 lampen), Ø. Rode rand.
- Vierde generatie: Zelfde als derde generatie, maar hier wordt gebruikgemaakt van ledverlichting (zie onder).

Nog meer over beeldstanden:
- Alle signaalgevers zijn technisch ook in staat om de snelheid 60 weer te geven en deze maatregel kan ook door MTM worden ondersteund. Deze snelheid is echter slechts in een beperkt aantal signaalgevers aangesloten.
- De groene pijl wordt vooralsnog in het wegkantstation gezien als een 80. Vandaar dat een 80 of een groene pijl niet allebei op één signaalgever kunnen worden getoond.
- Bij normaal gebruik verschijnt er een rood kruis over een plusstrook of een spitsstrook zolang deze dicht is. De signaalgevers boven de andere rijstroken zijn donker zolang er geen snelheidslimiet wordt weergegeven. Als de plusstrook of de spitsstrook open is, verschijnen groene pijlen op alle rijstroken.
- De rode rand wordt bij een 80 lokaal in het wegkantstation met een aanpassing aangestuurd; de rode rand kan niet met de verkeerscentralesoftware worden aangestuurd.
- Naast de genoemde beelden bestaan ook het "beeld" overruling blank. Daar wordt met opzet geen beeld getoond. Verschil tussen de beide beelden is de mate waarin ze restrictiever zijn dan andere beelden. Een AID is restrictiever dan een gewone blank, maar een overruling blank is restrictiever dan een AID;
- Als een verdrijfpijl tijdens bedrijf uitvalt, wordt een kruis geplaatst. Dat resulteert dan in een kruis met flashers. Dit komt zeer zelden voor.

Oude matrixborden werken met halogeenlampen. Het "witte" licht van deze signaalgevers is daarom een beetje geel. Er is 1 lamp per getal of symbool, waarvan het licht via glasvezeldraden naar buiten wordt geleid. Als een lamp kapot is, kan er geen enkel cijfer overblijven. Nieuwere modellen werken met leds die het licht direct naar buiten stralen. Deze zijn helderder en veel minder onderhoudsgevoelig.
In Nederland wordt door knipperende lichten op de hoeken van een matrixbord het verkeer gewaarschuwd voor het naderen van de staart van een file (zogenaamde "Automatische Incident Detectie", ofwel AID) of (in combinatie met een verdrijfpijl) een opvolgend rood kruis. De bovenste twee lampen branden 0,6 seconde, daarna branden de onderste twee lampen 0,6 seconde, daarna zijn alle flashers 0,8 seconde gedoofd voordat het patroon zich herhaalt.

### Zweden
Rond de Zweedse steden Stockholm en Göteborg is jarenlang gebruikgemaakt van dezelfde wegkantapparatuur en MTM-software als in Nederland. Sinds 2014 heeft Trafikverket een nieuw rijkstrooksignaleringssysteem ontwikkeld, waarvan het eerste tracé in 2021 in gebruik is genomen. Het volgt over het algemeen dezelfde signaleringsregels als haar voorganger, maar haar het is op een nieuwe technische leest geschoeid.
De Zweedse wet- en regelgeving zorgt voor een iets ander wegbeeld van in Nederland gebruikelijk is. Zo worden er meer verschillende snelheidsbeelden gebruikt, zoals "30", "40", "60" km per uur en worden de "Einde alle verboden"-symbolen niet gebruikt. Ook worden in Zweden argumentatiebeelden toegepast, die de achterliggende reden aangeven van een beperkende maatregel, zoals "ongeval", "file", "werken", etc.
Zweden loopt door de jaren heen op een aantal punten technisch voor op Nederland. Een aantal van deze technologische ontwikkelingen zijn door het Nederlandse Rijkswaterstaat overgenomen, zoals de moderne TCP/IP-verbinding tussen de verkeerscentrale en de wegkantsystemen. In Nederland werd traditioneel gewerkt met seriële lijnen (zogenaamde "Party-Line"-systemen). Ook is het Zweedse Trafikverket voorloper in het gebruik van vrij programmeerbare signaalgevers die het mogelijk maken om nieuwe beelden te programmeren zonder de apparatuur te vervangen.

## Afbeeldingen

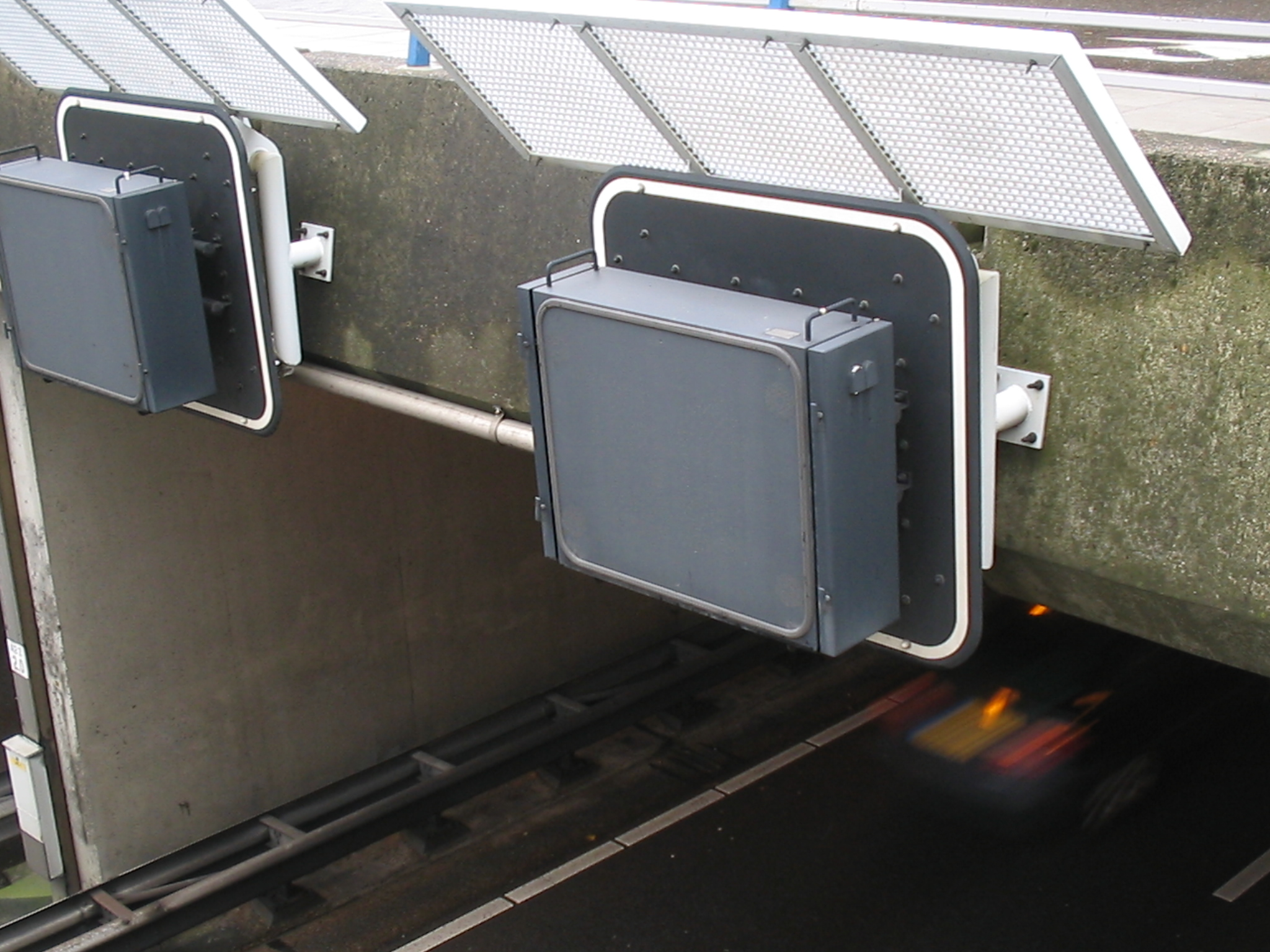
En matrixbord is een onderdeel van de rijstrooksignalering.
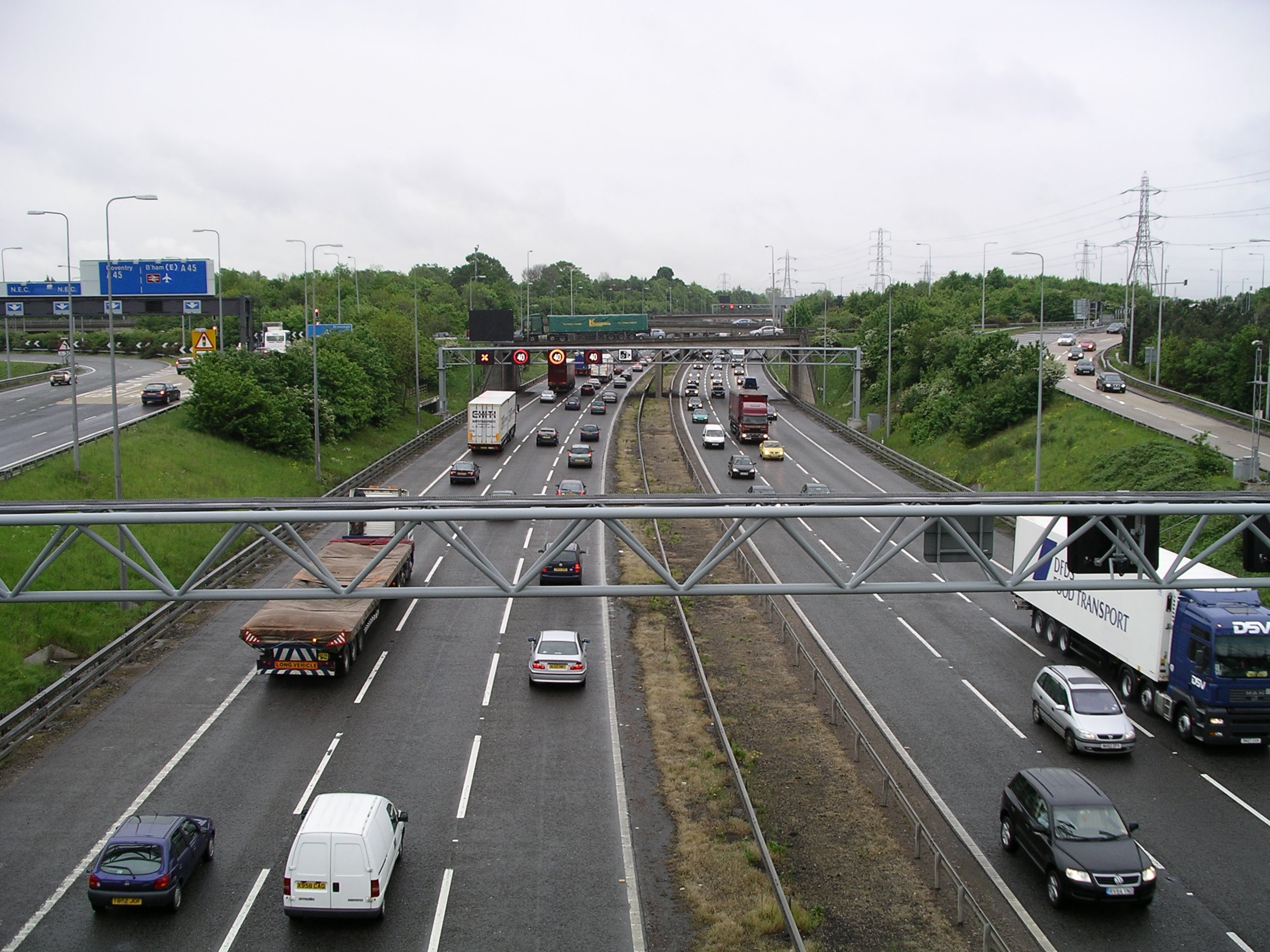
Verkeerssignalering in het Verenigd Koninkrijk.
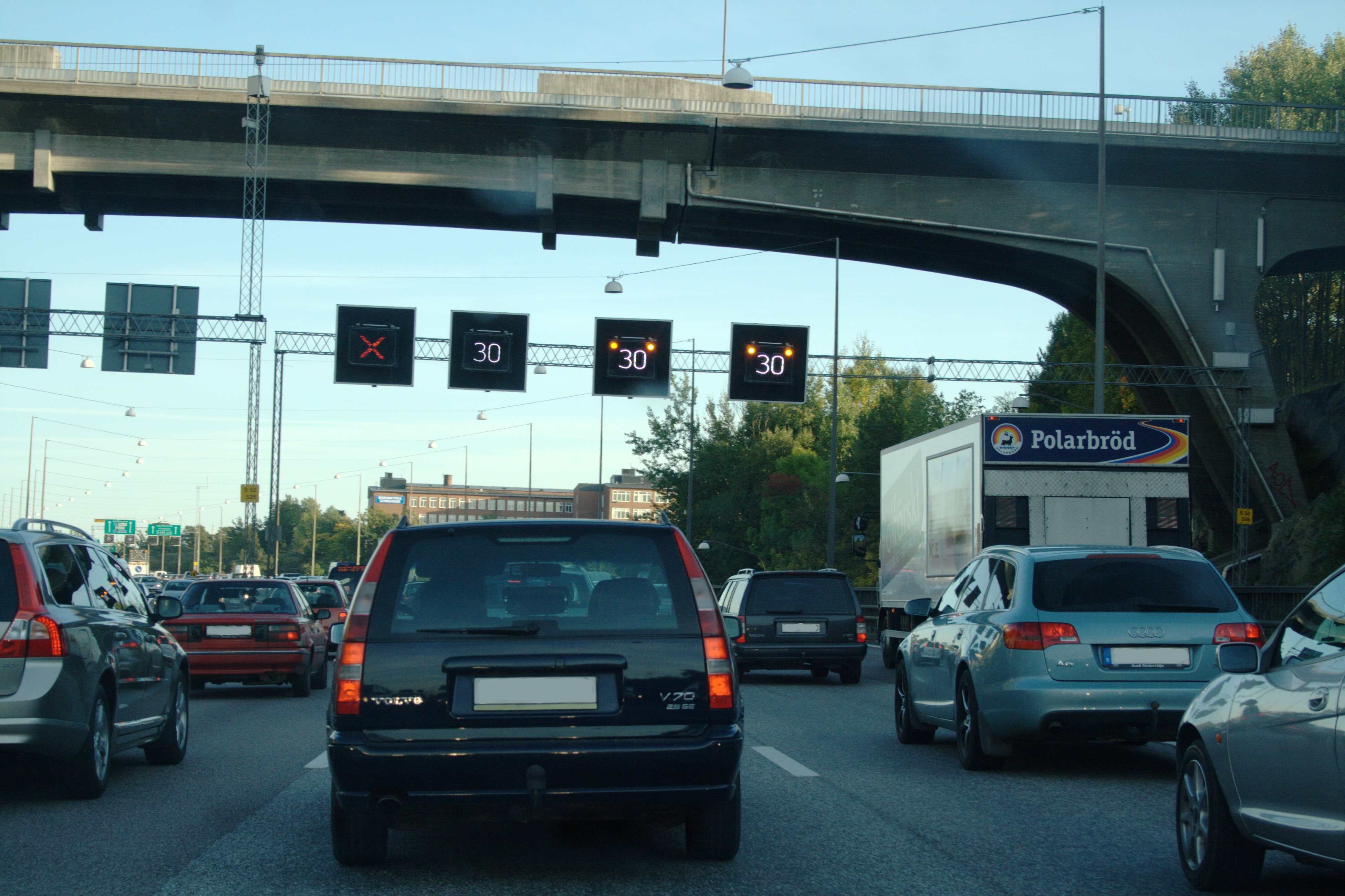
Situatie in Zweden.
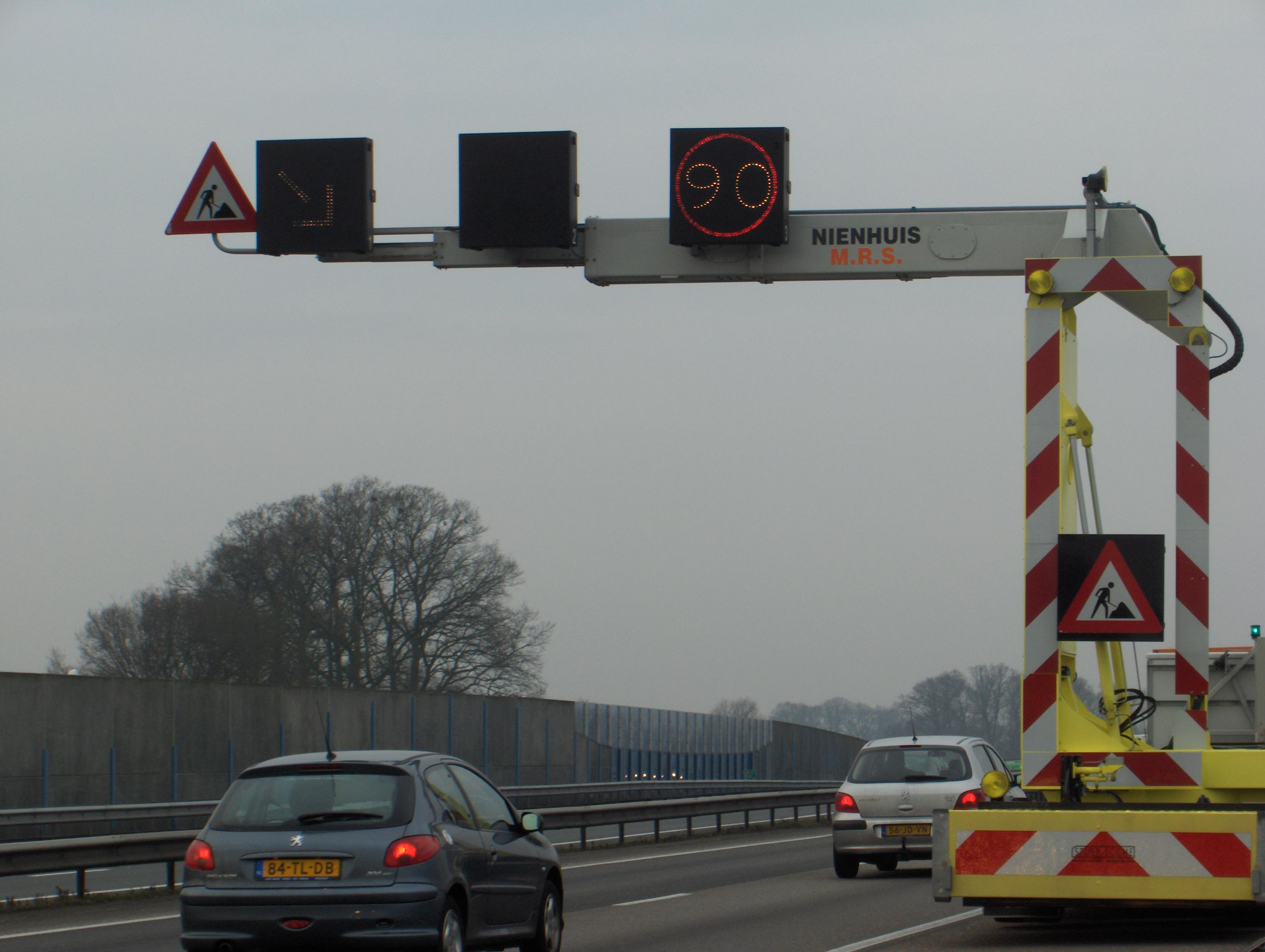
Mobiele rijstrooksignalering.